# Eftychia Karagianni
Eftychia Karagianni (10 de outubro de 1973) é uma jogadora de polo aquático grega, medalhista olímpica.

## Carreira
Eftychia Karagianni fez parte do elenco vice-campeão olímpico de Atenas 2004.